# Pulque
Il pulque, occasionalmente indicato come octli o vino di agave, è una bevanda alcolica dell'America centrale prodotta dalla fermentazione della linfa dell'agave, con gradazione alcolica tra il 5 e il 10%, diffusa principalmente in Messico dove, assieme alla tequila, è considerata la bevanda nazionale. Prodotta da millenni, ha il colore del latte, una consistenza piuttosto viscosa e un sapore acidulo simile al lievito.
La storia della bevanda risale al periodo mesoamericano, quando era considerata sacra e il suo uso andava limitato a determinate classi elitarie; dopo la conquista spagnola del Messico, la bevanda si diffuse in fretta per tutti i ceti e il suo consumo aumentò. Il consumo di pulque raggiunse il suo apice alla fine del XIX secolo. Nel XX secolo, la bevanda perse il suo primato soprattutto a causa della concorrenza della birra, che divenne sempre più diffusa con l'arrivo degli immigrati europei. Sono stati eseguiti alcuni tentativi di recente volti a far riguadagnare l'antica popolarità della bevanda tramite il turismo.

## Storia

### Origini mitologiche

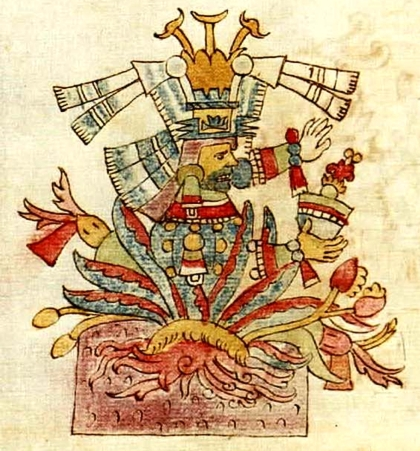
Raffigurazione della dea Mayahuel

Il pulque ha alle sue spalle almeno 2000 anni di storia e le sue origini sono oggetto di vari racconti, spesso di genere mitologico e correlate a Mayahuel, la dea dell'agave (maguey). Si pensava che la linfa (aguamiel) che si raccoglieva al centro della pianta fosse il suo sangue. Anche altre divinità, tra cui i Centzon Totochtin (400 conigli) sono associate ad esso, rappresentano gli effetti della bevanda, e sono i figli di Mayahuel. Un'altra versione che coinvolge "Mayahuel" la descrive come una donna mortale che aveva scoperto come raccogliere l'aguamiel, ma non come elaborarlo: solo l'intervento di un certo Pantecatl ne avrebbe scoperto le modalità di realizzazione.
Secondo un'altra versione, il pulque fu scoperto dal Tlacuache (opossum), che sfruttò le sue zampe simili alle mani umane per scavare nell'agave e riuscire nell'impresa di estrarre il succo naturale: dopo averlo sorseggiato, sarebbe tra l'altro diventato il primo ad essersi ubriacato per via di tale bevanda. Si pensava che Tlacuache indirizzasse il corso dei fiumi grazie ai suoi poteri: i nativi deducevano che, constatando come i corsi d'acqua venivano tracciati normalmente in linea retta, le anse e i percorsi insoliti compiuti dai fiumi si spiegavano perché nel momento in cui erano stati tracciati dalla divinità questa fosse ubriaca e seguisse la posizione dei gruppi di aloe.
Un altro racconto fa risalire la scoperta di Aguamiel all'impero tolteco, quando un nobile di nome Papantzin stava cercando di convincere l'imperatore a sposare sua figlia Xòchitl. Speditala nella capitale, essa si presentò con un'offerta di aguamiel, miele della pianta di agave. L'imperatore e la principessa si sposarono e il loro figlio fu chiamato Meconetzin (figlio di maguey). In altri versioni della storia, Xòchitl viene considerato la scopritrice del pulque.

### Periodo preispanico

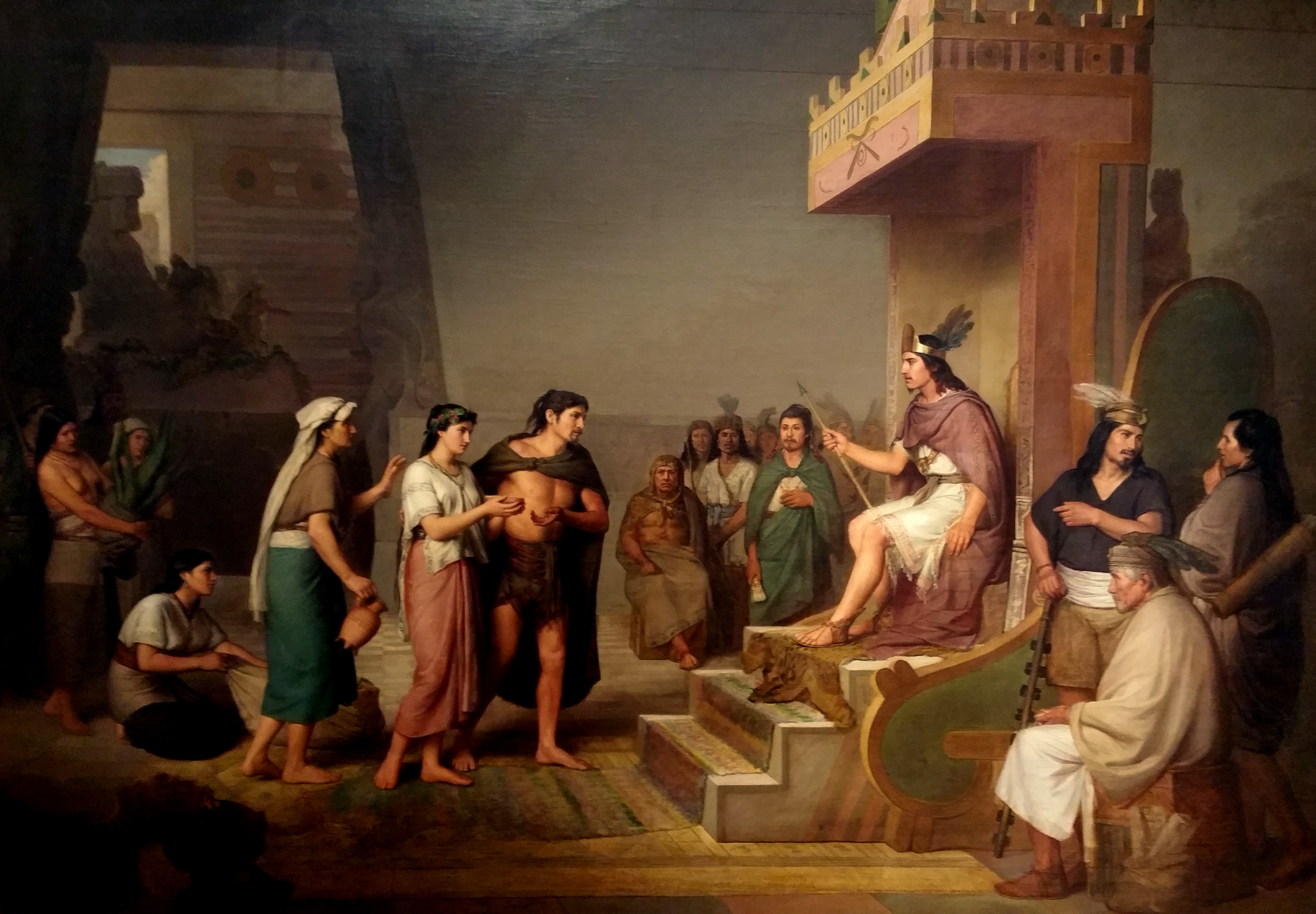
La scoperta del pulque, olio su tela di José Obregón, XIX secolo

L'agave figurava tra le piante più sacre e importanti dell'antico Messico: oltre ai vari racconti che la riguardavano in ambito mitologico, risultava presente anche nei rituali religiosi e nell'economia mesoamericana. Pulque appare in una serie di rappresentazioni artistiche d'epoca precoloniale, a cominciare dalle incisioni su pietra del 200 d.C. circa. La prima grande opera che riproduce il pulque è un grande murale chiamato dei bevitori e portato alla luce nel 1968 presso la piramide di Cholula nello stato di Puebla. Il modo più probabile con cui si scoprirono l'aguamiel e il pulque fermentato avvenne con l'osservazione dei roditori che rosicchiavano e si facevano strada verso il centro della pianta per bere la linfa che filtra. La fermentazione dell'aguamiel può tra l'altro avvenire all'interno della pianta stessa anche naturalmente.
Le popolazioni indigene degli altopiani centrali del Messico precludevano la possibilità di far bere a chiunque il pulque. Si trattava infatti di una bevanda rituale, consumata solo durante alcune feste, come quella della dea Mayahuel e del dio Mixcoatl e, spesso, riservata a sacerdoti, nobili e vittime sacrificali, allo scopo di esacerbare l'entusiasmo dei sacerdoti e alleviare le sofferenze della vittima. Si rinvengono molti riferimenti alla bevanda nei codici aztechi, come il Codice Borbonicus, i quali testimoniano la presenza dell'alcolico nelle alte sfere della società e del clero affinché si celebrassero vittorie militari e matrimoni. Tra la gente comune, deliziarsi con il pulque era consentito solo agli anziani e alle donne incinte. La produzione di pulque, riservata ad alcuni birrai appositi, seguiva alcuni rituali volti a benedire coloro che avrebbero dovuto sorvegliarne la lavorazione. Questi si sarebbero astenuti dal sesso durante il periodo di fermentazione, poiché si credeva che il rapporto sessuale avrebbe compromesso il processo.

### Periodo coloniale

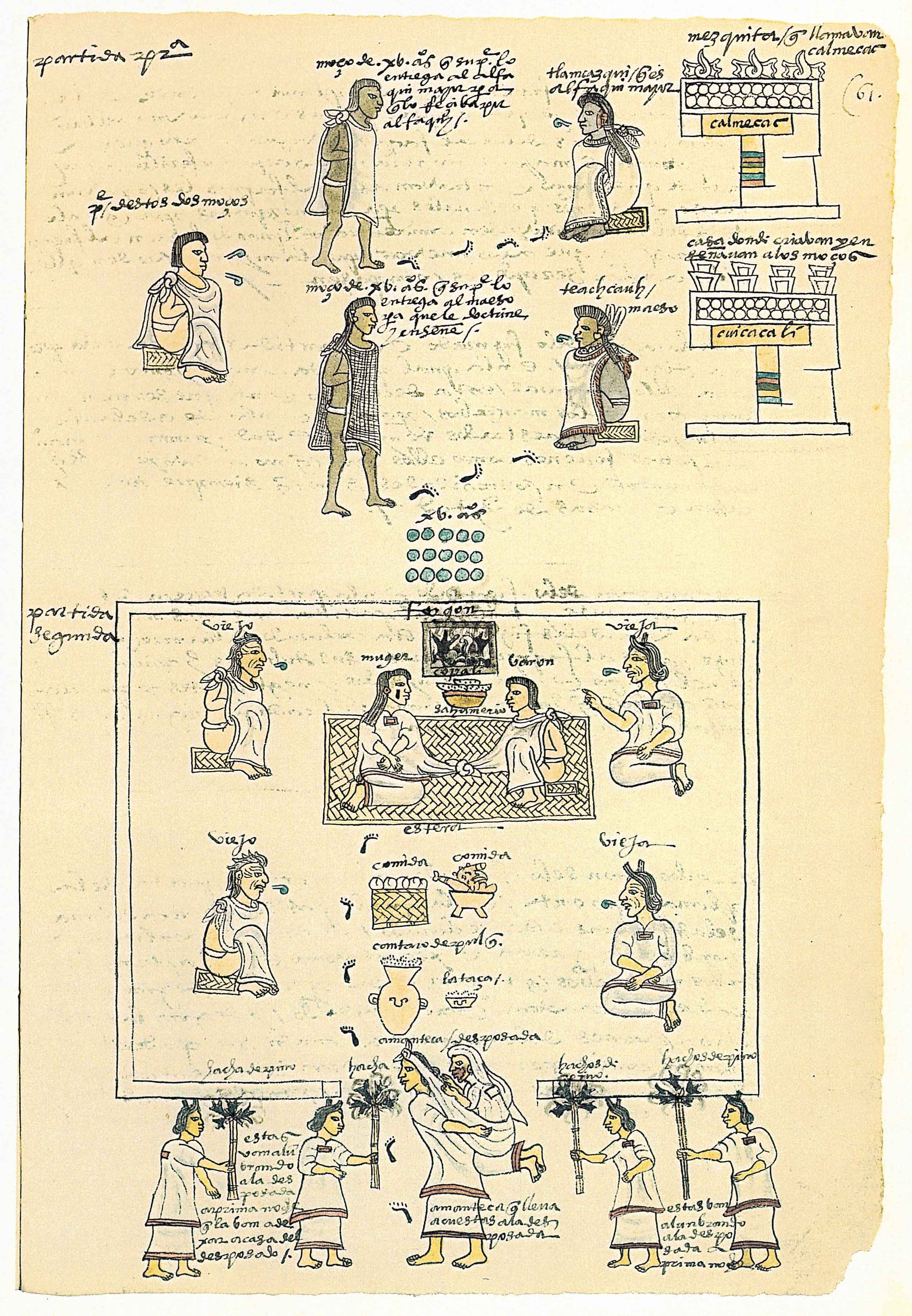
Il Codice Mendoza, un manoscritto dell'inizio del XVI secolo, che mostra anziani aztechi e pulque in un vaso (in basso al centro)

Dopo la conquista, il pulque perse il suo carattere sacro e sia i nativi che gli spagnoli cominciarono a berlo. Gli spagnoli inizialmente non imposero disposizioni legislative relative al suo uso: divenendo in seguito una fonte redditizia di entrate fiscali, ma nel 1672 l'alcolismo era diventato un problema talmente rilevante che il governo vicereale dovette emanare dei regolamenti per ridurne i consumi. Un massimo di 36 pulquerias (taverne autorizzate) poteva aprire i battenti a Città del Messico, che dovevano essere situate in aree aperte, prive di porte e chiudere al tramonto. Il cibo, la musica, la danza e la commistione dei sessi erano proibiti. Malgrado ciò, il pulque continuò a svolgere un ruolo precipuo nella storia socioeconomica del Messico in epoca coloniale e nei primi anni dell'indipendenza, tanto da divenire la quarta fonte di entrate fiscali. Alla fine del XVII secolo, i Gesuiti iniziarono la lavorazione su larga scala della bevanda per finanziare le loro istituzioni educative; in questo modo, la realizzazione del pulque passò da alcolico fatto in casa a prodotto commerciale.

### Il pulque nell'arte ottocentesca

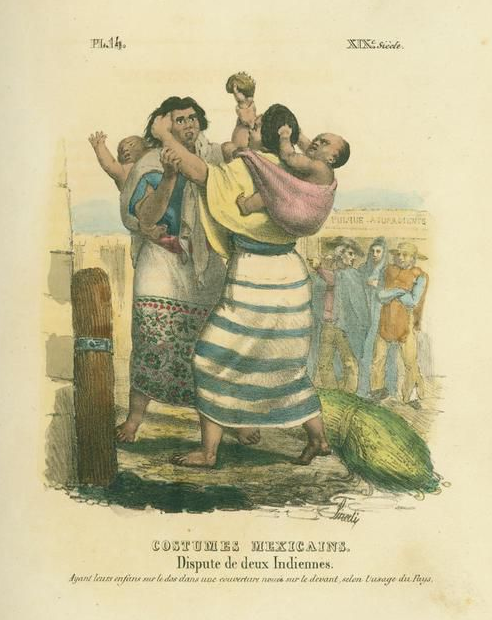
Due donne indigene litigano fuori da una pulquería. L'insegna sopra gli uomini che osservano la lotta recita "Pulque. Aguardiente". Claudio Linati, illustrazione del 1828

Il sistema gerarchico basato sulle caste nacque nell'America spagnola per le élite allo scopo di classificare gli individui in gruppi in base al fenotipo e alla classe sociale percepita, oltre ad attribuire loro caratteristiche presumibilmente inerenti alla loro cerchia. Spesso gli artisti hanno raffigurato caste di etnia mista: questa forma d'arte messicana ritraeva i soggetti in ambienti tipici per il loro contesto sociale. La rappresentazione del pulque veniva utilizzata per mostrare la polarizzazione tra le diverse ripartizioni nella piramide sociale. Prima della colonizzazione spagnola delle Americhe, il pulque compariva nelle cerimonie religiose in Mesoamerica, ma dopo la conquista spagnola, il consumo di pulque perse i suoi significati rituali.
Al di là dei dipinti più tradizionali, alcuni indicavano indigeni americani intossicati per le strade e inabili che di conseguenza richiedevano alle loro famiglie di scortarli a casa. Il litografo italiano Claudio Linati, nelle sue raffigurazioni del 1828, raffigura pittoreschi abitanti messicani spesso in lizza tra loro nelle pulquerías.

### Periodo post-coloniale

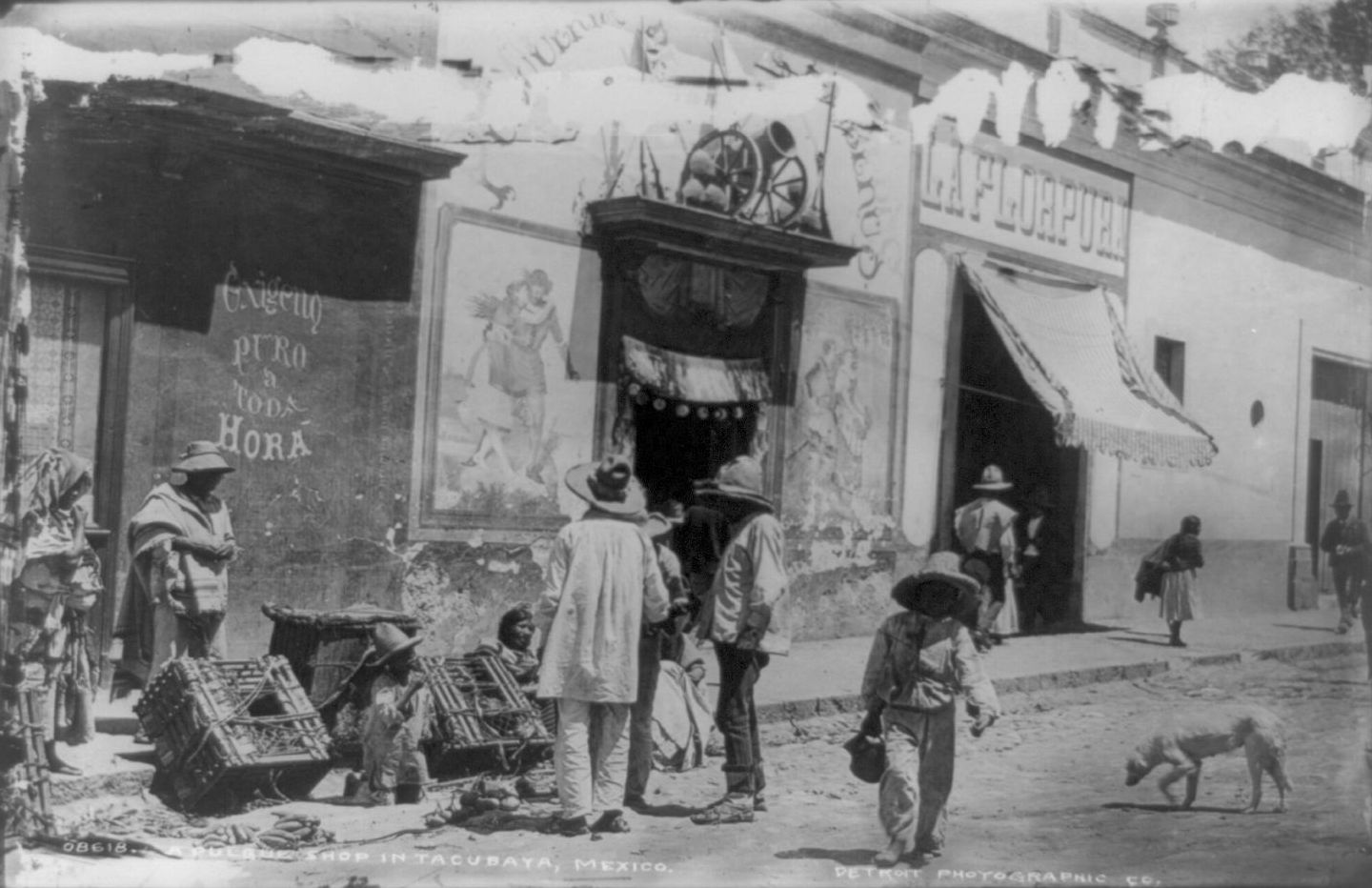
Una pulqueria a Tacubaya negli anni 1880

La produzione del pulque crebbe dopo l'indipendenza, quando fu abrogata la legislazione precedente e proliferò il nazionalismo messicano. Da allora fino agli anni '60 dell'Ottocento, le haciendas dedite al pulque si moltiplicarono, specialmente negli stati di Hidalgo e Tlaxcala. Nel 1866, la prima ferrovia tra Veracruz e Città del Messico iniziò le operazioni, attraversando Hidalgo. Questa linea fu presto conosciuta come "Treno Pulque" perché portava rifornimenti giornalieri della bevanda nella capitale: le conoscenze sedimentatesi per secoli sulla produzione e la più facile spedizione del prodotto arricchirono Hidalgo e diedero vita a un'"aristocrazia del pulque", composta da alcune delle famiglie più potenti di questo tempo: i Torres Adalid, i Pimenta y Fagoaga, i Macedo e altre ancora. Al suo apice, si contavano circa 300 haciendas finalizzate alla coltivazione di piantagioni di aloe e alla lavorazione, alcune delle quali rimangono ancora oggi nelle pianure di Apan e Zempoala, a Hidalgo. Il pulque raggiunse il suo picco di popolarità durante la fine del XIX secolo, quando risultava in maniera unanime apprezzato da ogni ceto sociale.
Le raffigurazioni dei tlaquicheros, dei pulquerías e delle haciendas di pulque appaiono in scatti fotografici del tardo Porfiriato eseguiti da, tra gli altri, C.B. Waite, Hugo Brehme e Sergej Ėjzenštejn: tale categoria include forse le opere più d'effetto e conosciute che riguardano soggetti messicani.
Ancora nel 1953, Hidalgo e Tlaxcala ottenevano rispettivamente il 30 e il 50% delle proprie entrate totali grazie al pulque. Da allora il numero è diminuito da quando l'irrigazione, le strade e altre infrastrutture hanno reso possibile dedicarsi ad altre imprese più redditizie.

### Crisi

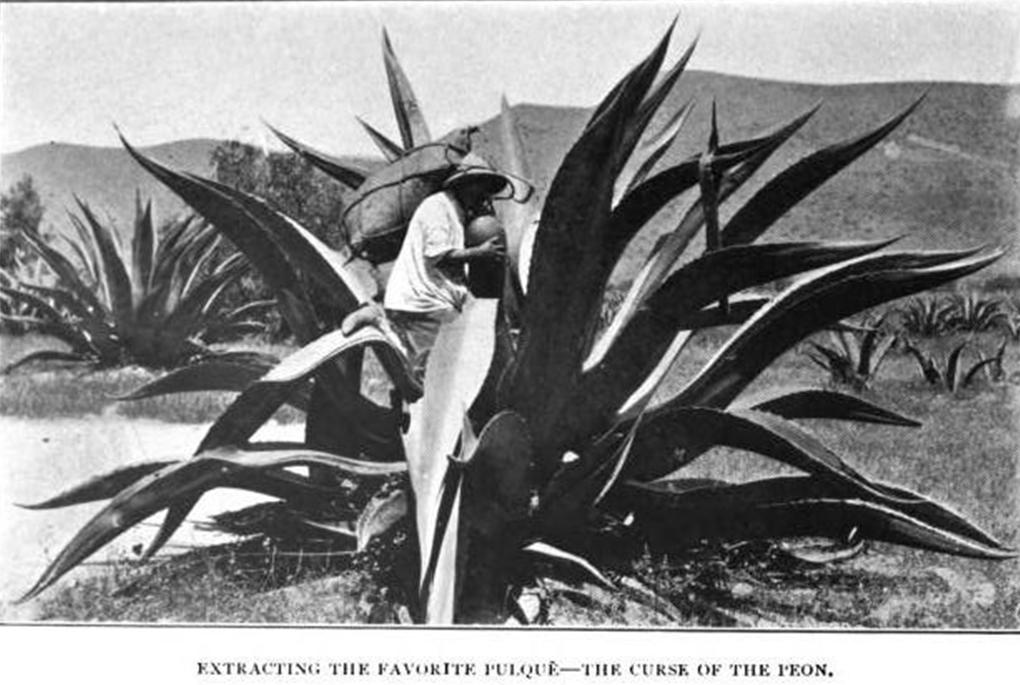
Tlaquichero che estrae il succo da un'agave per il pulque, 1900 circa, foto di C. B. Waite

Nonostante la sua precedente popolarità, il pulque rappresenta solo il 10% delle bevande alcoliche consumate in Messico oggi, essendo perlopiù presente sulle tavole degli abitanti degli altopiani centrali e, prevalentemente, nelle aree rurali e povere. Una simile circostanza gli ha fatto acquisire nel tempo la cattiva fama di bevanda legata ai ceti più umili, al contrario della birra, per tutto il XX secolo.
Il complesso e delicato processo di fermentazione del pulque ha da sempre limitato la distribuzione del prodotto, in quanto non si mantiene a lungo e l'agitazione durante il trasporto accelera il degrado.
Il declino del pulque iniziò nel primo decennio del XX secolo, quando la rivoluzione messicana comportò un calo della sua produzione. Negli anni '30, il governo di Lázaro Cárdenas del Río condusse una campagna contro la bevanda, come parte di un disegno volto a ridurre il consumo di alcolici in generale. Ad ogni modo, il fattore più decisivo per il declino del pulque si dimostrò l'introduzione della birra. I birrai immigrati europei all'inizio del XX secolo avviarono una propria crociata contro il "nativo" pulque, sostenendo che suoi i produttori usavano una muñeca (bambola), un sacchetto di tessuto contenente feci umane o animali che veniva posto nell'aguamiel per accelerare il processo di fermentazione. Da par loro, i produttori insistevano sul fatto che la muñeca fosse frutto di una completa invenzione, ma gli storici moderni suggeriscono che non si trattasse del tutto di una falsità, anche se impiegata solo di rado. La vulgata si diffuse presto e paralizzò le vendite del pulque in favore della birra, da loro considerata "decisamente più igienica e moderna".
La popolarità della bevanda ha continuato col tempo a scendere: negli anni 80 del 1900 circa 20 camion giungevano ogni tre giorni a Xochimilco (a sud di Città del Messico) per consegnare pulque, venti anni dopo il numero è sceso a uno o due. Solo cinque pulquerìas rimangono in questo distretto, dove in passato ne figuravano 18. La situazione appare simile in diverse altre aree del Messico; le pulquerìas ancora attive si presentano sotto forma di stabilimenti assai piccoli, che vendono un prodotto realizzato da piccoli produttori.
Nello stato di Hidalgo, in cui si coltiva la maggior parte dell'agave, i campi dedicati a questa pianta stanno scomparendo e sono stati soppiantati dall'orzo, rimanendo solo per segnalare il confine tra le proprietà. Ma non sopravvivono a lungo, poiché spesso vengono vandalizzate: si stima che 10.000 piante vengano recise ogni settimana tagliando le foglie inferiori per preparare il barbacoa, carne cotta a vapore, o sono distrutte completamente per cercare le larve bianche commestibili o le uova di formica che le usano come tane.
Ad oggi il fermentato simboleggia un consumo "povero" ma molto tradizionale, legato agli usi e ai costumi della popolazione messicana: per questo lo Stato sta incoraggiando la riscoperta della storia millenaria e del sapore del pulque.

## Origine del termine
Il termine "pulque" deriva dalla lingua nahuatl, ma la denominazione originale della bevanda era iztāc octli (pulque bianco), il termine pulque è stato probabilmente erroneamente derivato dagli spagnoli da octli poliuhqui, che significava "pulque guasto".

## Ingredienti

### Differenza con tequila e mescal
Il pulque si presenta con una colorazione simile a quella del latte, un po' viscoso e con una leggera schiuma: prodotto fermentando la linfa di alcuni tipi di agave, differisce dal mescal in quanto quest'ultimo è un distillato che viene realizzato solo con la parte centrale dell'agave al 100%, oltre che dalla tequila (distillato) che viene prodotta con l'agave blu (la percentuale di zuccheri aggiunti può raggiungere un totale del 49%). Sono circa sei le varietà di maguey utilizzate per la produzione dell'alcolico.
Si tratta inoltre di uno dei due tipi di bevanda all'agave fermentata conosciute nel Messico al momento dei primi contatti con gli europei: il pulque è realizzato con la linfa prelevata dal gambo, mentre l'altra versione era eseguita con i gambi e le basi delle foglie grigliate.

### L'agave

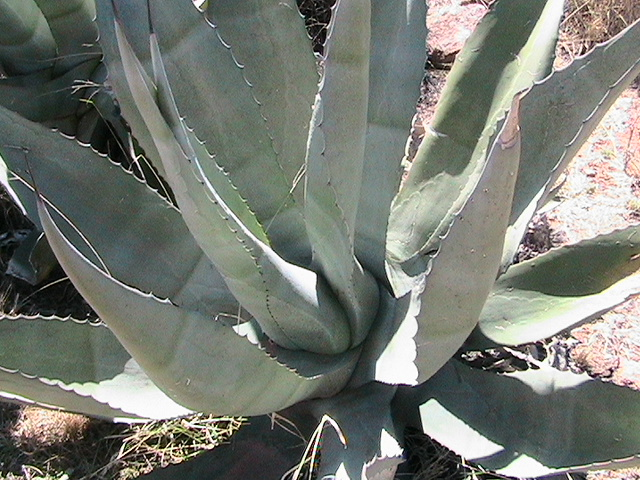
Primo piano di una pianta di agave

La pianta di agave, conosciuta come maguey in Messico, è originaria del Centro America: questa cresce meglio nei climi freddi e secchi degli altopiani rocciosi centrali a nord e ad est di Città del Messico, specialmente negli stati di Hidalgo e Tlaxcala. L'agave è stata coltivata almeno dal 200 d.C. a Tula de Allende, Tulancingo e Teotihuacan, ma le piante che crescevano spontaneamente erano verosimilmente sfruttate da molto prima. La pianta storicamente ha sopperito a una serie di utilizzi: dalle foglie spesse possono essere ricavate fibre per fabbricare corde o tessuti, le sue spine possono essere usate come aghi o punzoni e la membrana che copre le foglie può essere usata come carta o per avvolgerre cibi per cucinarli. Il termine "maguey" fu assegnato dagli spagnoli, che lo appresero dal popolo Taino, caraibico, mentre il termine adoperato dai Nahuatl per indicare la pianta è metl.
Il processo di produzione del pulque è complesso e provoca la morte dell'esemplare. Quando la pianta si avvicina alla maturità, il centro inizia a gonfiarsi e ad allungarsi, mentre la pianta raccoglie lo zucchero immagazzinato e costituisce un unico gambo di fiore, che può raggiungere fino 20 piedi di altezza. Tuttavia, nelle piante destinate alla produzione di pulque questo gambo del fiore viene reciso tanto che si può scorgere una piccola area vuota che normalmente non risulterebbe. È da quella parte dell'agave che la linfa necessaria al pulque, nota come aguamiel (acqua di miele), viene estratta quando la specie vegetale raggiunge almeno 12 anni di età.

## Processo di produzione

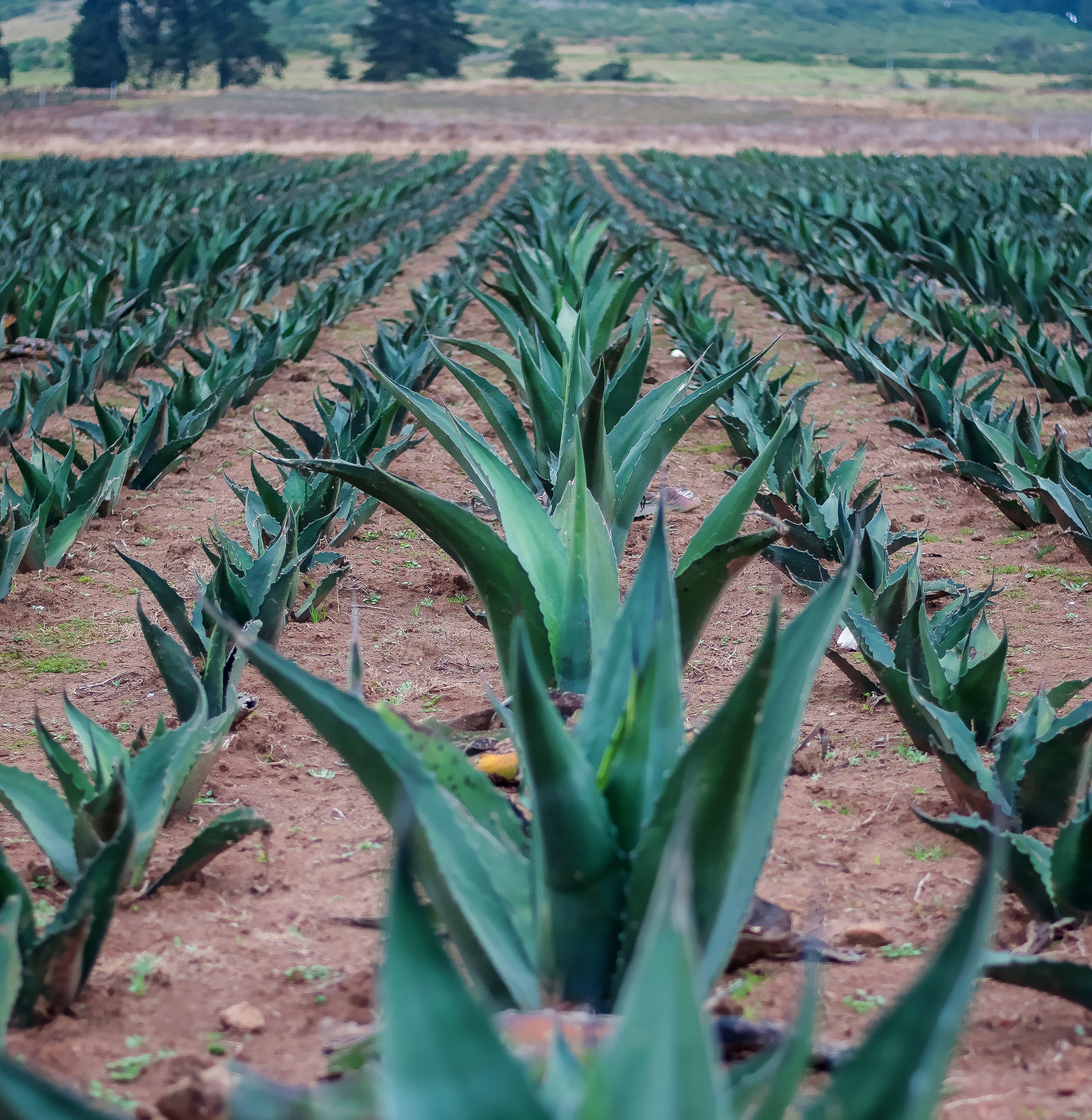
Campi di agave

Il processo di produzione è lungo e delicato: l'agave necessita di 12 anni di maturazione prima che la linfa, o aguamiel, possa essere estratta, ma una buona pianta può produrne per al massimo un anno. L'aguamiel può essere bevuto subito, ma diventa alcolico solo dopo un processo di fermentazione che comincia nella pianta stessa. Il liquido viene raccolto due volte al giorno dal vegetale, che produce circa tre o quattro litri nel giro di 24 ore; oggi questo liquido viene raccolto con una paletta d'acciaio, ma in passato si utilizzava una zucca allungata come tubo per aspirare il succo. Tra una raccolta e l'altra, le foglie della pianta sono piegate al centro, in particolare dove si raccoglie il succo, per tenere lontani insetti e sporco. La zona bassa viene regolarmente raschiata per mantenere attiva la produzione di linfa della pianta e l'agave produce in tale maniera l'aguamiel per circa 4-6 mesi prima di morire definitivamente. Alcune piante possono produrre fino a 600 litri di pulque, cioè 60-70 chili di zucchero.
Il mosto raccolto viene posto in botti dalla capienza di 50 litri e portato dal campo ai tini di fermentazione (tinas) situati in un edificio speciale chiamato tinacal. La parola deriva dallo spagnolo tina e dal nahuatl calli, e significa casa dei tini. Quando le haciendas del pulque raggiunsero il loro apice alla fine del XIX secolo, la sopravvivenza stessa delle fattorie ruotava attorno a questi "tinacal". Di solito in passato si trattava di un capannone rettangolare in pietra con tetto in legno e le parti superiori delle pareti che si aprivano per favorire la circolazione dell'aria; le facciate erano talvolta decorate con disegni indigeni o altre immagini associate alla realizzazione della bevanda. Un motivo popolare riguardava la scoperta del pulque da parte di Xòchitl: in altri casi, vi erano le immagini del santo patrono della hacienda e della Vergine di Guadalupe. All'interno avevano sede i tini, che erano di pelle bovina tesa su telai di legno allineati contro le pareti. Nei tinacal più grandi c'erano tre o quattro file di tini, che oggi sono di quercia, plastica o vetroresina e contengono circa 1.000 litri ciascuna.

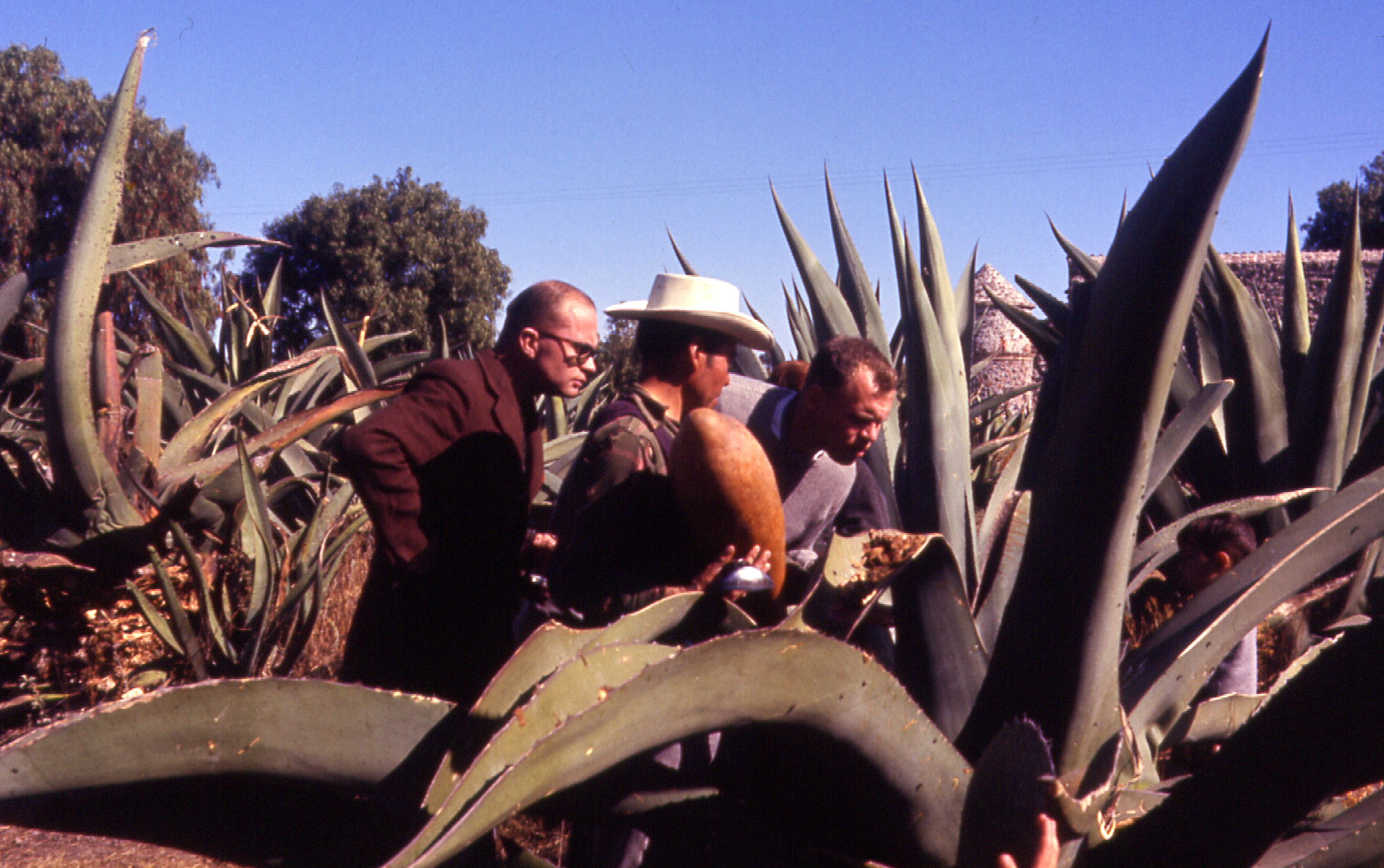
Un tlachiquero che raccoglie succo di agave (1964, Hidalgo, Messico)

Dopo aver messo il succo nei tini di fermentazione, viene aggiunto il fermento di pulque maturo (semilla o xanaxtli) per "avviare il processo". A differenza della birra, l'agente fermentante presente nel pulque è un batterio della specie Zymomonas mobilis (nello specifico il Thermobacterium mobile) piuttosto che un lievito. Gli esperti responsabili del processo di fermentazione custodiscono i loro segreti commerciali gelosamente, trasmettendoli di padre in figlio. La fermentazione dura dai sette ai 14 giorni e il lavoro sembra assumere caratteristiche in un certo qual modo legate all'arte piuttosto che alla scienza. Una serie di fattori può influenzare la fermentazione del pulque, non ultime la temperatura, l'umidità e la qualità dell'aguamiel.
Il processo è complesso e delicato e può portare a un risultato aspro in qualsiasi momento: per evitare che ciò accada, forse in ossequio all'antico carattere sacrale che circonda la bevanda, si tramandano riti e divieti. Possono essere eseguiti canti e preghiere religiose e donne, bambini e sconosciuti non sono ammessi all'interno del tinacal. Altre superstizioni includono l'astensione dal consumo di pesce in scatola e l'uso di un cappello all'interno del tinacal. Si sostiene che il primo provochi un cattivo gusto nel pulque e il secondo sia considerato sinonimo di sfortuna. Affinché si scongiuri quest'ultima, l'autore della cattiva condotta deve riempire il cappello di pulque e berlo.
Poco prima dell'apice della fermentazione, il pulque viene rapidamente spedito al mercato in barrique. Il processo di fermentazione continua, ragion per cui il pulque deve essere consumato entro un certo tempo prima che perda le sue proprietà gustative.

## Consumo

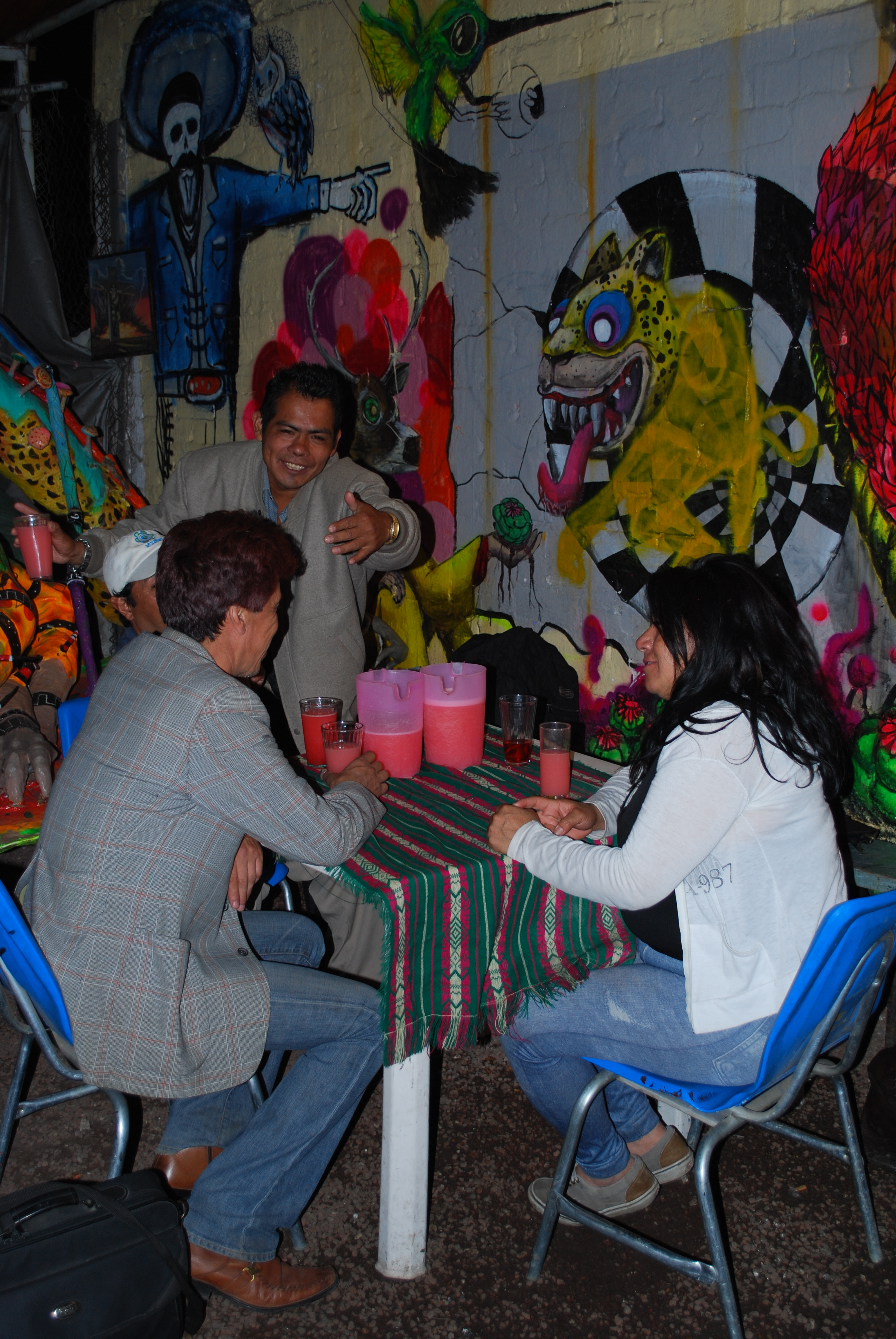
Clienti presso la pulquería Tecolote (2015)

La maggior parte del pulque viene consumata in bar chiamati pulquerías: all'inizio del XX secolo, più di 1.000 avevano sede nella sola Città del Messico. In contemporanea, le pulquerías furono socialmente accettate e alcune assunsero l'aspetto di centri di grande eleganza. Sia per i ricchi che per i poveri, due caratteristiche spiccavano per identificare queste strutture: nomi strani o accattivanti e murales che decorano le pareti, richiamando l'arte degli aztechi o Maya. Diego Rivera affermò che una delle manifestazioni più importanti della pittura messicana era rappresentata dai murales che decoravano le facciate e gli interni delle pulquerías. Una tradizione mantenuta in tutte queste strutture riguardava il posizionare della segatura sul pavimento: una simile scelta era legata alla costanza di versare una piccola percentuale del pulque da bere sul pavimento o per terra allo scopo di placare la sete a Madre Terra. Tali particolari bar sembrano emulare circoli privati, con visitatori occasionali ignorati o talvolta guardati con aria meravigliata. Le visite frequenti e un grande consumo della bevanda tendono a ottenere l'accettazione. Mentre alcuni stabilimenti possono vietare alle donne, è molto più comune che l'istituzione fornisca un servizio separato in un'area per loro apposita, non essendo consentita la mescolanza dei sessi. In più zone rurali di Hidalgo e Tlaxcala, dove si produce la maggior parte del pulque, la qualità appare più genuina. Un venditore di solito espone una bandiera bianca sulla porta quando giunge una nuova spedizione.
Tradizionalmente, il pulque viene servito da grandi botti su ghiaccio e servito in bicchieri, usando una jicara, che è la metà di una zucca. Il barista è chiamato jicarero e quando si brinda si è soliti esclamare cruzado, che significa grosso modo "alla salute".

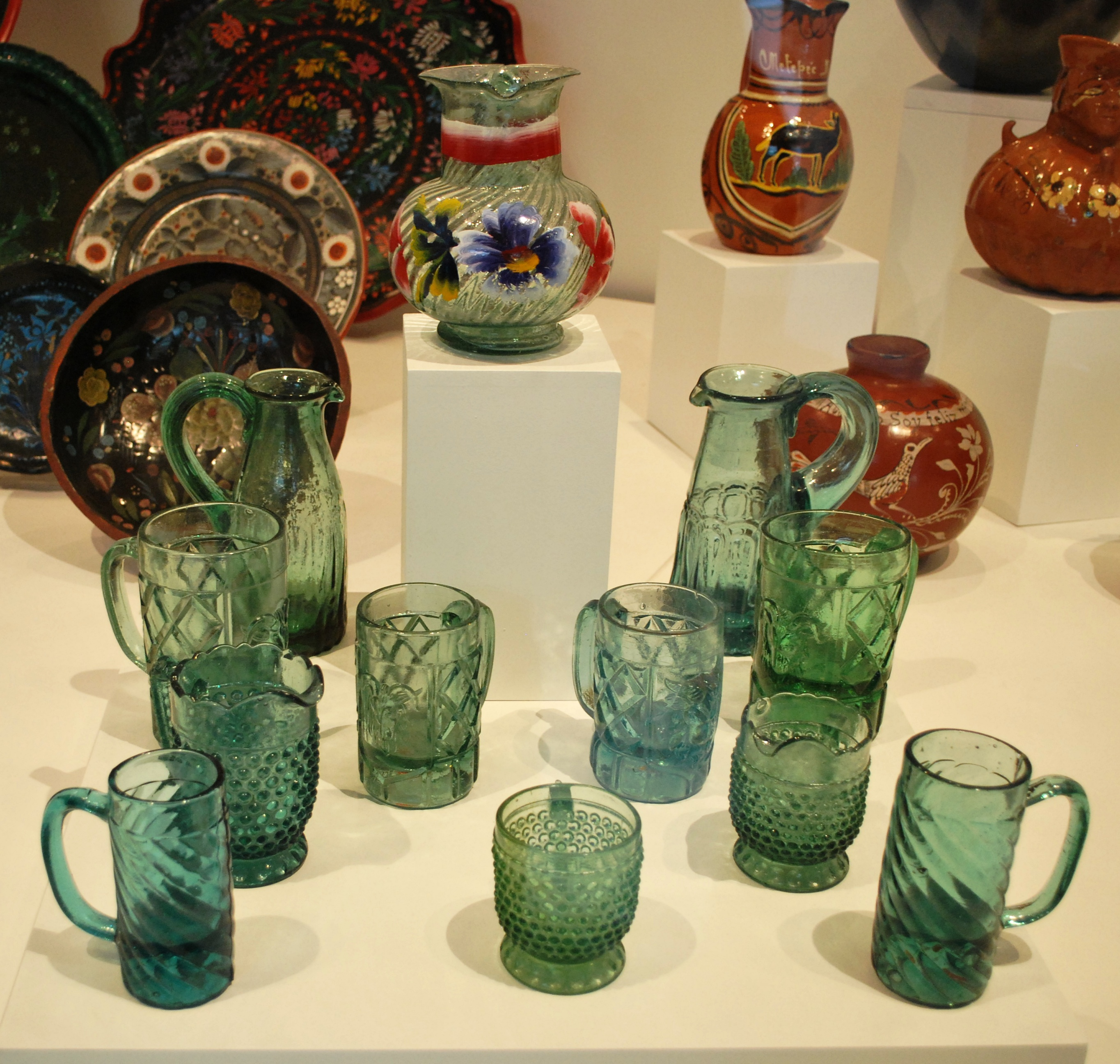
Tradizionali bicchieri in vetro per pulque del 1950 circa in mostra al Museo delle arti popolari, Città del Messico

I bicchieri utilizzati, quasi sempre in vetro, assumono capacità di varia dimensione: quelli da due litri sono chiamati macetas (vasi di fiori), quelli da un litro cañones (cannoni), quelli da mezzo litro sono chiamati chivitos (piccole capre), quelli da un quarto catrinas (damerini) e infine i più ridotti, da un ottavo di litro, tornillos (viti). Tradizionalmente, questi sono realizzati con vetro soffiato a mano di colore verdastro. Il pulque può essere bevuto direttamente dalla botte o contenere una serie di aggiunte successive quali succhi di frutta o ortaggi (le aggiunte portano alla realizzazione del pulque curado): si pensi alla mandorla, al melone o addirittura al sedano.
Uno dei limiti alla popolarità del pulque riguarda l'incapacità di conservarla per lunghi periodi o di spedirla lontano. Recentemente, i produttori hanno trovato un modo per conservare la bevanda in lattina, ma hanno ammesso che il sapore subisce dei mutamenti. La speranza è che, tramite questa innovazione, il pulque possa riconquistare il suo mercato perduto in Messico nei secoli scorsi e persino raggiungere il successo come articolo di esportazione, al livello della tequila. Negli Stati Uniti viene ad esempio offerto da Boulder Imports con il marchio "Nectar del Razo". Il mercato originale era maschile messicano-americano, ma la società riferisce che il prodotto sta godendo successo come alimento salutare, ricercato da atleti e culturisti.

## Composizione chimica
Esiste un detto secondo cui il pulque "è a un passo soltanto dall'essere carne" (sólo le falta un grado para ser carne), in riferimento ai presunti valori nutritivi della bevanda. Proprio per questi motivi, gli unici mesoamericani ammessi a berla al di fuori dei nobili erano le donne in stato di gravidanza e gli anziani. Analisi chimiche recenti del liquido evidenziano che contiene carboidrati, vitamina C, B, D ed E, oltre ad amminoacidi e minerali come ferro e fosforo.

## Itinerari turistici

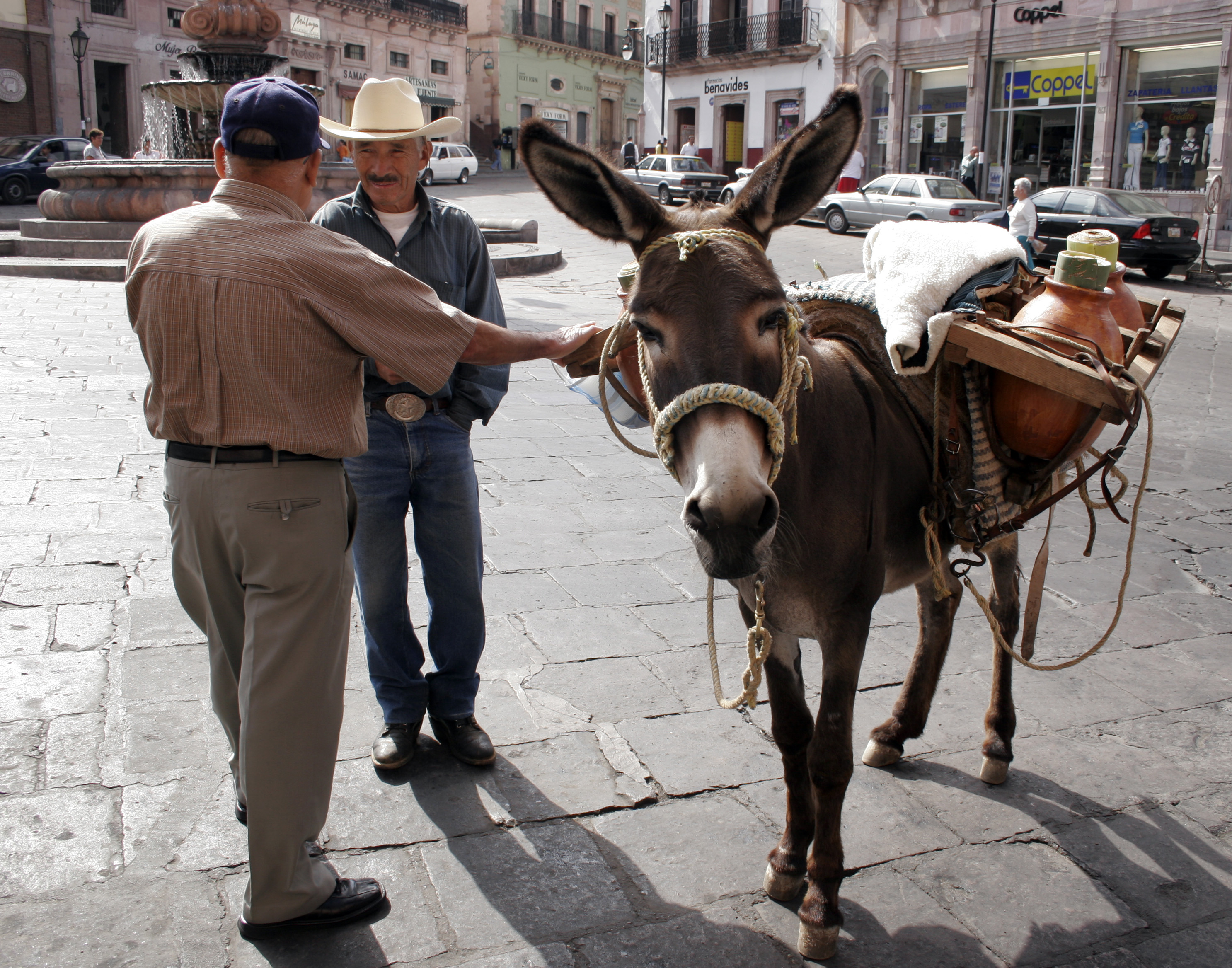
Venditore ambulante di pulque a Zacatecas (2006)

Delle 250 aziende attive nello stato di Hidalgo nelle epoche migliori ad oggi ne sopravvivono ben poche, per via del fatto che molte sono state abbandonate o convertite ad altri usi, come l'allevamento. I loro tinacal sono scomparsi o sono stati convertiti in magazzini o sale per feste, mentre alcuni di quelli rimasti continuano a produrre il pulque utilizzando strutture più moderne e a norma di legge. A Tlaxcala, il Segretariato del turismo federale e il governo statale hanno organizzato un percorso specifico aperto ai visitatori chiamato "via del Pulque", che comprende le principali haciendas che ancora producono la bevanda in questo stato. Si tratta di un itinerario di due giorni che conduce dalla chiesa di La Barca de la Fe a Calpulalpan fino alla sede della San Bartolo, principale esportatore di pulque in lattina. Questa hacienda, di proprietà di Ignacio Torres Adalid, soprannominato il "re del pulque", oggi appartiene a Ricardo del Razo. Nel giro turistico si possono ammirare vari campi di agave come quelli intorno a un insediamento chiamato Guillermo Ramirez.
Queste vecchie haciendas variavano ampiamente per dimensione: alcune ostentatavano grande armonia architettonica, come quella di Montecillos, in stile coloniale spagnolo e in origine costruita nel XVII secolo dai Gesuiti o quella di San Antonio Ometusco, ultimata dall'architetto Antonio Rivas Mercado. Tuttavia, il grosso di queste fattorie era il risultato di un processo costruttivo iniziato nel XVI secolo, con stili e metodi architettonici misti sia del Messico che dell'Europa. Una caratteristica tipica emerge dalle torri neogotiche: la Santiago Tetlapayac ha affreschi relativi alla charrería, una sorta di rodeo, e attribuiti al pittore Icaza. La Zotoluca vanta una pianta ottangonale in stile neomoresco ed è stata restaurata negli anni '50 e vede la presenza dei tinacal, come in altre realtà simili. Progettati e decorati in base alla loro importanza, quasi tutti hanno dettagli architettonici interessanti, come un portale principale decorato in modo speciale, murales o finestre scolpite. Alcuni sono considerati autentiche opere d'arte, come il tinacal della Montecillos o quello della San Antonio Ometusco, che presenta un elegante baldacchino che copre il molo di spedizione con colonne di ferro modellato e pareti decorate con murales relativi alla storia del pulque.